# 두산 베어스
두산 베어스(Doosan Bears)는 대한민국 서울특별시를 연고지로 하는 KBO 소속 프로 야구단이다. KBO 한국시리즈에서 총 6회 우승(1982, 1995, 2001, 2015, 2016, 2019) 하였으며, 서울특별시 송파구 잠실동에 있는 서울종합운동장 야구장을 LG 트윈스와 함께 홈 구장으로 사용한다.

## 역사

### 김영덕 시대 (1982년 ~ 1983년)
1981년 12월 29일, 한국프로야구 사상 최초의 드래프트에서 박철순, 선우대영, 조범현, 박상열, 황태환, 계형철, 유지훤, 윤동균, 김우열 등을 지명했다.
OB 베어스의 한국프로야구 첫 경기는 3월 28일 MBC 청룡과의 경기로 박철순의 4피안타 2실점(1자책점) 완투승으로 승리했다. 전기리그를 28승 8패로 1위를 차지하였으며 후기리그에서도 1위를 하여 한국시리즈 없이 통합우승을 할 수 있었으나 삼성에 1경기차 2위를 기록하여 전기리그 1위팀의 자격으로 한국시리즈에 진출하였다. 1982년 한국시리즈에서 삼성 라이온즈를 4승 1무 1패로 꺾고 원년우승을 차지한다. 김유동이 한국시리즈 6차전 4-3 상황에서 9회에 만루홈런을 쳐내면서 초대 MVP에 선정되었다. 박철순이 KBO리그 역대 최다 연승인 22연승을 포함 시즌 24승을 거두면서 정규리그 MVP에 선정되었으며 당시 16승이 선발승이었는데 그 이후 선동열(86년 17선발승), 손민한(2005년 17선발승)(선동열과 타이), 류현진 (2006년 18선발승), 리오스 (2007년 22선발승)에 의해 역대 정규시즌 최다 선발승 MVP 기록이 갱신됐다. 이는 비공식이지만 세계 기록과도 견주어 볼 만한 기록이라고 할 수 있다.
그러나 1983년 시즌에는 박종훈, 한대화, 장호연, 정선두만을 신인으로 확보했고, 박철순, 선우대영, 강철원 등의 주력 투수와 구천서 등의 야수진도 부상을 당하면서, 결국 전기리그 6위, 후기리그 5위를 기록하여 저조한 성적을 남겼으며 허리 디스크 때문에 고생해 온 박철순의 디스크 치료를 주선해주는 등 로스앤젤레스 다저스와 한때 자매결연을 맺었던 탓인지 이 팀이 1948년부터 스프링캠프 장소로 활용한 플로리다 베로비치 다저타운(현재 홀먼 스타디움)에서 시즌 전 전지훈련 예정이었지만 미국행 비자를 받기 너무 어려워 대만 일본으로 전지훈련 장소를 바꿔 최초 KBO 해외 전지훈련 팀이 됐고 일본 전지훈련 당시 난카이 호크스와 연습경기를 치르면서 처음으로 일본 프로 선수들과의 맞대결을 경험했다.
그리고 10월 14일, 김영덕감독이 성적 부진의 책임을 지고 사임하였다.

### 김성근 시대 (1984년 ~ 1988년)
1984년, 새 감독으로 투수 코치였던 김성근이 취임했고, 코치진도 보강되었다. 선수도 재일교포 최일언, 홍신차 등을 비롯해 신인 윤석환, 김진욱, 김광림 등을 확보했다. 그리고 계형철이 14승, 박상열 12승, 장호연이 평균자책점 1위의 성적을 거두었고, 야수진에서도 부상 공백이 메워지며 9연승으로 치고 나갔다. 그러나 이후 6연패에 빠지며 삼성에게 전기리그를 내주었고, 후기리그에서도 초반에는 선두로 질주했지만, 8월 15일부터 선두 자리를 내주었다. 마지막 두 경기에서 OB는 해태와, 롯데는 삼성과 맞붙었는데, 삼성은 롯데에게 일부러 패하면서 OB는 후기리그도 2위에 머물렀다.
1985년, 전기리그는 2위를 기록했으나 후기리그는 5위로 마무리했다. 1986년, 플레이오프 진출권이 달린 롯데와의 마지막 경기에서 김형석의 동점 홈런과 이후 안타로 4-3으로 승리하며 플레이오프에 진출한다. 하지만 플레이오프에서 삼성에게 2승 3패로 패한다. 1987년, 전기리그 2위로 플레이오프에 진출하게 되지만 해태에 2승 3패로 탈락한다. 1988년, 개막전에서 장호연은 무탈삼진 노히트 노런을 달성한다. 이후 전기리그 3위, 후기리그 5위를 기록한다. 시즌 후에 두산 그룹은 우승을 못한 김성근 감독과 재계약을 하지 않으려 했고, 김성근 감독도 사임하여 신용균 코치, 최주억 코치, 박상열 투수가 태평양으로 이적하게 된다.

### 이광환 시대 (1989년 ~ 1991년)
1989년, 제3대 이광환 감독이 취임했다. 그는 선수들 개개인에 개성과 책임감을 믿고 맡기는 '자율 야구'의 기치를 들었으나, 전임감독에게 젖은 고참선수들을 효과적으로 통솔하지 못한 데다 팀컬러의 갑작스러운 변모를 꾀하려다가 오히려 10연패, 11연패를 기록했고 급기야 장래를 위해 2∼3년생을 주축으로 한 유망주들이 대거 기용되자 은퇴를 앞둔 고참선수들이 불안을 느끼기 시작하여 팀워크에 틈새가 생겨 그 해 6월 19일 시즌 중 교체되었다. 제4대 감독으로는 타격 인스트럭터였던 이재우였다. 그는 1990년 대행 기용되어 1991년 정식으로 감독에 취임했다. 하지만 초반에 잠깐 1위를 했으나 중반의 11연패 뿐 아니라 장호연의 연봉 재계약 문제-부상 등으로 투수진이 원활하게 돌아가지 못했으며 급기야 팀내 좌완 투수이자 에이스이기도 한 구동우를 선발-중간-마무리 가리지 않고 투입시켜 최하위로 처지자 그 해 9월 9일 시즌 중에 교체되었다.

### 윤동균 시대 (1992년 ~ 1994년)
1991년, 제5대 감독은 최초의 선수 출신 감독으로 윤동균이 내정되었고, 그는 남은 경기를 5할의 승률을 기록하며 가능성을 보였다. 1992년, 본격적인 첫 시즌에 그는 김민호, 장원진, 안경현 등의 신예들을 대거 발탁하여 5위까지 순위를 끌어올렸다. 1993년에는 초반에는 5위에 머무르다가 9월부터 연승을 시작해 마지막 경기에서 LG에게 승리하며 3위로 6년 만에 팀을 포스트 시즌 진출로 이끈다. 그러나 준플레이오프에서는 오히려 LG에게 1승 2패로 탈락한다.
1994년, 선발진은 김상진, 권명철, 강병규 등의 젊은 투수로 구성되었고 불펜에는 마무리 김경원, 노장 박철순 등이 있었다. 타선에서도 김형석, 김상호의 중심 타선과 김민호를 중심으로 한 수비진이 있었다. 개막전은 잠실 쌍방울 전이었는데 이 경기에서는 대통령이 시구를 하고 관전했으며 승리를 거뒀다. 하지만, 다음 날 2차전에서는 선발 자원 4명을 투입하고도 패배한다. 그리고 5월 중순부터는 6,7위에 머물렀고 7위를 굳히는 형세가 되었다. 이러한 부진의 이유는 장호연이 2승, 쌍방울에서 트레이드 해 데려온 강길룡이 1승만을 기록한 것도 있었다. 그리고 9월 4일, 군산 쌍방울 전에서 1-2로 패배하자 윤동균 감독은 '몽둥이를 들겠다'고 했고 선수들은 이를 거부하자 윤동균 감독이 '맞기 싫은 선수들은 다 짐싸서 서울로 올라가라'라고 하였고 17명의 선수들은 이탈해 서울로 올라갔다. 선수들 중 최고참인 박철순은 '윤 감독과 같이 옷을 벗겠다'라고 사태를 무마시키려 했다. 결국 9월 14일, 윤동균 감독은 사태의 책임을 지고 스스로 물러났고, 박철순, 김상호, 김형석, 장호연, 강영수 등의 다섯 고참 선수들은 계약을 해지하기로 했다. 그러나 그들은 팀 전력의 핵심이었기 때문에 부진했던 강영수 만을 태평양으로 트레이드하는 것으로 사건은 마무리되었다. 그리고 남은 시즌은 최주억 코치가 감독직을 대행했다.

### 김인식시대 (1995년 ~ 2003년)
1995년, 제6대 감독인 김인식이 취임했다. 선수단 이탈 사건을 겪었으나 예상과 달리 연습생 출신의 김상진이 3경기 연속 완봉승을 포함해 17승을 올렸고, 이어 권명철이 15승, 그리고 3년생 이용호와 신인 진필중은 김경원의 빈자리를 메워주었다. 타선에서는 1번 타자이자 유격수인 연습생 출신 김민호, 고졸 2년생 심정수는 21홈런으로 분발했다. 인터뷰에 따르면 심정수는 초반에 부진 했음에도 불구하고 감독의 신임으로 좋은 성적을 냈다고 한다. 시즌 구도는 서울 라이벌인 LG와 OB의 선두 다툼으로 흘러갔는데, LG가 8월 중순에 6경기차로 간격을 벌렸다. 그러나, 이후 LG가 연패를 하자 OB는 6연승, 4연승을 거두고 9월 10일에는 처음으로 선두를 탈환한다. 그리고 마지막 27경기에서 OB는 20승 7패를 기록하면서 LG에 반 경기차로 정규 시즌에서 우승한다. 롯데와의 한국시리즈에서는 7차전에 롯데에게 4-1로 승리하며 사상 두 번째 우승을 거머쥐었다.
1996년에는 꼴찌 8위로 추락하여 최하위, 1997년에는 5위를 기록했다. 1998년, 이 해에는 10년 이상 중심 타선을 지켜오던 김상호, 김형석이 빠지게 된다. 그 때문에 8월 말까지 꼴지를 기록했으나 외국인 타자 타이론 우즈, 김동주, 심정수의 활약에 힘입은 시즌 막판 연승으로 1경기차 4위에 오른다. 그러나 준플레이오프에서는 LG에 2연패로 탈락하게 된다.
1999년 1월 5일, 구단 명칭을 기존의 OB 베어스에서 현재의 두산 베어스로 바꾼다. 이 해 우즈의 활약과 3할 20홈런의 김동주, 3할3푼5리의 타율에 31홈런을 친 심정수의 활약으로 드림리그 1위로 플레이오프에 진출하지만 한화에 4연패로 탈락한다. 2000년, 우동수 트리오는 99홈런 308타점을 기록했으나 현대의 91승에 밀려 드림리그 성적은 2위였다. 플레이오프에서 LG에게 4승 2패로 승리하고 한국시리즈에 진출하고, 한국시리즈에서는 1~3차전을 통틀어 3점 밖에 내지 못했으나 4~6차전을 모두 쓸어 담는다. 하지만 7차전에서 톰 퀸란에게 연타석 홈런을 맞고 패배한다.
2001년, 심정수는 선수협 사태로 심재학과 트레이드 되었으나 심재학은 그해 3할4푼4리에 24홈런 88타점을 기록해 심정수의 빈틈을 메운다. 두산은 상당한 자금력의 삼성, 현대에 밀려 3위를 기록했지만 준플레이오프에서 한화를 2연승으로 일축한 뒤 플레이오프에서도 현대를 1패 후 3연승으로 가볍게 제치고, 한국시리즈를 삼성과 맞붙는다. 한국시리즈에서 두산은 갈베스의 구위에 밀려 1차전을 4-7로 패한다. 그러나 다음 날 경기가 우천 취소가 되자, 활기를 다소 되찾은 두산은 장원진의 3점홈런으로 9-5로 2차전을 승리한다. 잠실 3차전은 난타전이었으나 11-9로 승리한다. 그리고 4차전, 두산은 우즈의 2점홈런으로 선취점을 얻었지만 2회초 삼성에게 타자 일순을 허용하여 8점을 내준다. 하지만 3회말, 두산은 김동주의 만루홈런, 안경현의 백투백 홈런 등으로 12점을 뽑아내고, 결국 18-11로 승리한다. 이날 경기는 역대 한국시리즈 한 경기 최다 점수, 최다 안타, 최다 점수차 역전 경기였다. 하지만 5차전에서는 심기일전한 삼성에게 10점차로 대패한다. 그리고 6차전, 1회초 삼성은 2점을 선취했으나 우즈의 150m 홈런으로 3-2로 역전시켰고, 다시 삼성이 3점을 냈지만 두산은 다시 동점을 만들어낸다. 그리고 8회말에 심재학의 얕은 좌익수 플라이에 정수근이 홈으로 들어오며 6-5로 역전하기에 이른다. 그리고 진필중이 마지막 타자 마해영을 삼진으로 잡아내며 세 번째 우승을 달성한다. 한국시리즈 MVP는 시리즈에서만 7홈런을 기록한 우즈가 차지했는데 삼성은 쓸만한 좌완투수 부재를 극복하지 못한 것이 컸다.
이후 FA, 트레이드로 팀 전력이 나빠지면서 2002년에는 5위, 2003년에는 7위를 기록했으며 2003년 시즌이 끝난 후 김인식 감독은 감독직에서 물러난다.

### 김경문시대 (2004년 ~ 2011년)
2003년 말, 두산은 원래 일본에서 코치 연수를 받던 선동열을 감독으로 영입하려고 했다. 그 때문에 김인식 감독이 스스로 감독에서 물러났다. 그러나 영입에 실패하면서 그 대안으로 김경문을 감독으로 영입했다. 2004년, 두산은 정규시즌 3위로 준플레이오프에 진출, 기아에 2연승하고 플레이오프에서 삼성에게 1승 3패로 탈락한다. 2005년에는 정규시즌 2위를 기록해 플레이오프에서 한화에 3연승하여 한국시리즈에 진출하지만 삼성에게 내리 4연패를 당하며 준우승에 머문다. 그 해에는 이천 구장을 준공해 열었다. 2006년에는 WBC에 출전했던 김동주의 부상으로 5위에 머물렀다. 그러나 신고선수 출신의 좌타자의 도루왕 이종욱을 발굴해냈다.
2007년, 두산은 역대 정규시즌 MVP 최다 선발승인 22선발승을 거둔 다니엘 리오스와 12선발승을 거둔 맷 랜들의 원투펀치로 정규시즌 2위로 한화와의 플레이오프를 3연승으로 가볍게 이기고 한국시리즈에 진출했으나 SK 와이번스에게 2연승 뒤 4연패로 준우승에 머문다. 다음 해, 두산은 일본으로 리오스를 떠나 보내고 선발진에 약점을 드러냈고 정규 시즌 2위로 한국시리즈에 진출했으나 1승 뒤 4연패로 2년 연속 준우승에 머문다. 2009년, 지난 2년과 달리 기아가 1위를 차지하고 SK가 2위, 두산은 3위를 차지했다. 두산은 준플레이오프에서 롯데를 1패 뒤 3연승으로 이기고 플레이오프에서 SK에게 좌완 7승 금민철과 4승 후안 세데뇨가 2연승을 거두었다. 하지만 3차전 10회초, 1사 2루에서 박재상의 타구를 우익수 정수빈이 조명탑 때문에 시야가 가려져 놓쳤고, 이를 틈타 분위기 반전에 성공한 SK가 2연패 뒤 3연승을 하면서 두산은 한국시리즈에 진출하지 못했다. 2010년, 두산은 켈빈 히메네스와 김선우의 원투펀치와 토종 타자 20홈런 5명으로 정규시즌 3위를 기록했고, 준플레이오프에서 롯데를 2패뒤 3연승으로 이기고, 플레이오프에서 삼성과 맞붙었다. 1차전에서 박한이의 역전 홈런으로 패했으나 2차전에서 임태훈이 경기를 마무리하면서 1승 1패로 가져갔다. 3차전, 양팀은 역전과 재역전을 반복했으나 결국 임재철의 동점타와 손시헌의 끝내기 안타로 승리했다. 4차전은 타격전으로 삼성이 승리했다. 5차전에서 박석민의 끝내기 안타로 두산은 한국시리즈에 진출하지 못했다.
2011년, 김경문 감독이 계약 마지막해 성적 부진을 이유로 시즌 도중 자진사퇴하였다. 8시즌 통산 960경기 512승 16무 432패를 기록한 김경문 감독대신에 김광수 감독대행 이끄는 두산은 4강 진출에 실패하고 5위로 2011 시즌을 마감하였다.

### 김진욱 시대 (2012년 ~ 2013년)
2011 시즌 이후 김진욱 불펜 코치를 새로운 감독으로 선임하였다. 또한 사이타마 세이부 라이온스에서 우승경력이 있는 이토 쓰토무를 수석코치로 선임하고 넥센2군에서 투수코치로 있던 정명원도 투수코치로 선임하는 등 코치진을 개편하였다.
2012년에도 최주환, 최재훈, 변진수, 허경민 등 많은 신인들의 등장으로 제2의 화수분야구를 시작했고 니퍼트, 노경은, 이용찬, 김선우, 김승회로 이어지는 선발투수는 국내 최고라는 평가를 받을 정도로 성장했다. 특히 노경은과 이용찬의 활약이 돋보였는데 생애 첫 완봉, 10승 등 맹활약을 펼쳤다. 홍상삼은 불펜에서 안정된 피칭으로 힘을 보탰다. 반면 타격에 있어서는 이종욱, 김현수, 김동주, 최준석 등 주전선수들의 대거 부진과 부상 이탈로 최악의 한 해를 보냈다. 롯데 자이언츠가 1,2차전 승리하고 4차전을 승리를 해서 플레이오프 진출에 실패함에 따라 김진욱 감독은 첫시즌을 3위로 마무리지었다.
2013 시즌에는 기존 수석코치였던 이토 쓰토무와 불펜 코치였던 고마키 유이치, 작전 및 주루코치였던 김민호, 배터리 코치였던 고정식, 2군 타격코치였던 이명수 등과 재계약하지 않았다. 그리고 새롭게 수석코치로 황병일, 작전 및 주루코치로 조원우, 수비코치로 김민재, 배터리 코치로 강성우, 2군 재활 코치로 문동환, 2군 타격 코치로 김우열을 선임하여 코치진을 대폭 개편하였다. 그리고 두산은 2013년에 페넌트레이스에서 4위로 포스트시즌에 진출하였으며, 준플레이오프에서 넥센 히어로즈에게 1,2차전을 모두 내주었으나 3,4,5차전을 연속으로 이기는 역스윕을 거두고 플레이오프에 진출하였다. 이후 LG 트윈스까지 3승 1패로 이기면서, 한국시리즈까지 진출하였으나 삼성 라이온즈에게 7차전까지 가는 접전 끝에 지면서 한국시리즈 준우승을 하게 되었고 2013년 시즌을 2위로 마무리 지었다.
2013 시즌이 종료된 후 두산은 FA로 신청된 선수인 이종욱, 손시헌, 최준석이 각각 NC 다이노스와 롯데 자이언츠로 떠났고 2차 지명으로 김상현과 임재철, 이혜천도 각각 KIA 타이거즈, LG 트윈스, NC 다이노스로 보내게 되었다. 그 뒤 윤석민을 넥센 히어로즈의 장민석과 맞트레이드까지 하였고, 2013년 11월 27일에는 김진욱 감독을 전격 경질하기에 이르자 정명원 투수코치, 김민재 수비코치, 조원우 작전, 주루코치가 사임하였다.

### 송일수 시대 (2014년)
김진욱 감독의 경질로 후임으로는 이전 2군 감독이였던 일본프로야구 일본 출신 해외파 송일수 감독을 신임 감독으로 선임하였다. 그리고 1월 중순에 수석코치 송재박, 투수코치 권명철이 선임되었고 2군 감독자리는 이전 1군 수석코치였던 황병일, 2군 재활코치로 유지훤, 2군 타격코치로 강동우를 임명하면서 코치진을 전격 개편하였다. 그러나 계속되는 투수진의 부진과 6월 이후 타격 슬럼프를 겪으며 2위에서 점점 하위권으로 추락하게 되었고 결국 6위로 시즌을 종료하여 포스트시즌이 좌절되었다.

### 김태형시대 (2015년 ~ 2022년)

#### 2015년
2014 시즌 후 송일수 감독이 1년만에 경질되고 OB 베어스 초창기 3대 포수 중 한명이던 김태형이 신임 감독으로 선임되었다. 2015 시즌을 앞두고, 롯데 자이언츠에서 활약했던 좌완 에이스 장원준을 계약기간 4년과 계약금 40억원, 연봉 10억원 등 총액 84억원에 계약을 체결하여 영입하였다. 9월초까지만 해도 넥센에 3경기차로 뒤지는 등, 4위가 유력하였으나 끈질긴 추격전 끝에 마지막 경기에서 KIA를 제압하며 넥센을 반게임차로 제치고 3위로 준플레이오프에 직행하는데 성공한다. 준플레이오프 4차전에서 넥센에 7회까지 2-9로 끌려가면서 패색이 짙었으나, 7,8,9회 9점을 뽑아내면서 11-9로 역전승, 플레이오프에 진출하였다. 플레이오프에서는 NC를 상대로 3차전에 2-16으로 대패하는등 벼랑끝에 몰렸으나, 4,5차전을 내리 잡아내며 한국시리즈에 진출한다. 한국시리즈에서는 삼성을 상대로 5차전에서 13-2 대승을 거둬 남은 2경기에 상관없이 2001년 이후 14년 만에 통산 4번째 우승을 차지하였다.
이로써 2015년 한국시리즈는 정규시즌 우승팀이 아닌 팀이 한국시리즈를 우승한 4번째 사례가 되었다.

#### 2016년
2016 시즌을 앞두고 김현수가 볼티모어 오리올스와 2년 계약을 체결하였다. 외국인 선수 쪽에서는 앤서니 스와잭, 데이빈슨 로메로와 계약을 해지하고 마이클 보우덴, 닉 에반스를 영입하였다.
팀의 주축선수였던 김현수의 부재로 당초 작년보다 전력이 떨어질 것으로 예상되었으나 전반기 내내 7할 승률을 넘나들며 화수분 야구의 힘을 다시 한번 보여 주었다. 이에 역사상 최초로 전반기를 1위로 마치게 된다. 9월 22일 KT 위즈와의 홈경기에서 9-2 승을 거둬, 니퍼트(22승) 보우덴(18승) 유희관(15승) 장원준(15승)으로 선발투수 4명 전원이 15승 이상을 거두는 역사상 최초의 기록을 세웠으며 판타스틱4라는 별명이 붙여졌다. 10월 4일 롯데 자이언츠와의 홈 최종전에서의 승리로 2000년 시즌 현대 유니콘스가 세웠던 정규리그 최다승 기록인 91승을 넘어섰으며, 10월 8일 2016 시즌 정규리그 최종전에서 LG 트윈스에게 승리함으로써 정규리그 최다승 기록을 93승으로 마감하였다. 2016년 정규리그 최종 성적은 93승 1무 50패 승률 0.650으로 1995년시즌 이후 21년만에 한국시리즈에 직행하였다. NC와의 한국시리즈에서는 4차전에서 8-1로 대승을 거둬 4전 전승으로 남은 3경기와 상관없이 21년 만의 통합 우승, 한국시리즈 2연패와 동시에 통산 5번째 우승을 차지하였다.

#### 2017년
2017 시즌을 앞두고, 팀의 내야수인 이원석은 계약기간 4년, 계약금 15억원, 연봉 3억원 등 총액 27억원에 계약을 체결하여 삼성 라이온즈로 이적하였다. 그 후, 보상선수로 경찰 야구단에서 군복무 중인 이흥련을 영입하였다. 또한, 이현승과 김재호가 팀에 잔류하였고 SK 와이번스에서 뛰던 김승회가 5년 만에 복귀하게 되었다. 외국인 선수 쪽에서는 2016시즌에서 내내 최고의 활약을 해준 더스틴 니퍼트, 마이클 보우덴, 닉 에반스 외인 3명과 재계약에 성공하였다. 하지만 올시즌을 앞두고 주축선수 8명이 대거 WBC 대표팀에 차출되는 등, 그 후유증으로 초반 부진에 빠졌었지만, 6월 한때 3위까지 상승세를 타기도 하였다. 2016년 8월 1일 MBC 스포츠 플러스 단독 취재에 의해서 심판매수가 처음 거론되었으며 KBO는 상벌위를 비공개로 개최하였다. 2017년 7월 2일에 다시 MBC 스포츠 플러스 탐사팀 취재결과 2013년 10월 플레이오프시절 심판 매수 의혹으로 논란이 일었다.
2017년에는 최종일까지 1위 경쟁 끝에 정규시즌을 최종적으로 2위를 기록하여 플레이오프에 직행했으며 플레이오프에서 NC 다이노스를 3승 1패로 꺾고 한국시리즈에 진출하였다. 한국시리즈에서는 정규시즌 1위 KIA 타이거즈와 맞대결을 펼쳤으나 1차전을 승리하고도 이후 내리 4연패를 당하며 1승 4패로 준우승에 그쳤다.

#### 2018년
2018 시즌에는 4월 7일 공동 선두에 오른 이래 단 한 번도 1위 자리를 내주지 않으며 시즌 끝까지 독주했고, 결국 2년 만에 다시 한 번 정규시즌 우승을 차지하였다. 2위 SK 와이번스와 14.5경기차의 압도적인 1위였다. 그러나 정작 한국시리즈에서는 SK 와이번스를 맞아 4차전까지 2승 2패로 팽팽히 맞섰지만 이후 5, 6차전을 모두 패하면서, 시리즈 2승 4패로 2년 연속 준우승에 머물게 되었다.

#### 2019년
2019 시즌을 앞두고, 팀의 주전 포수인 양의지가 NC 다이노스로 이적하였다.
그래서 양의지의 대체 포수로 박세혁이 뛰게 되었다. 또 보상선수로는 NC의 중간계투를 소화하던 이형범이 영입되었고 새 외국인 타자로는 쿠바 출신인 호세 페르난데스가 영입되었다. 호세 페르난데스가 안타 1위와 타율 2위를 기록하면서 타격 부분에서 많은 점을 보완해주었다. 2019년 시즌 초반에는 1,2위를 오고 갔지만 중반부터는 SK 와이번스 에게 밀리며 키움 히어로즈과 2,3위를 다투었다. 하지만 시즌 후반에는 SK가 하락세를 보여 9경기차를 뒤집으며 정규시즌 마지막날에 KBO 최초로 승차 없는 1위를 쟁탈해내었다. 한국시리즈에서는 키움 히어로즈에게 4연승을 하며 3년 만에 팀 통산 6번째 우승을 차지하였다.

#### 2020년
2020 시즌을 앞두고 20승을 거둔 조쉬 린드블럼이 밀워키 브루어스로 이적하였다. 또한, 2018년에 18승을 거두며 다승왕에 올랐지만 2019년에는 8승 9패로 안좋은 모습을 보여서 재계약이 확실치 않았던 세스 후랭코프가 샌디에이고 파드리스로 이적하면서 선발진에 구멍이 생겼다. 다행인 점은 이 둘의 대체 자원으로 영입한 라울 알칸타라와 크리스 플렉센이 각각 훌륭한 유망주로 평가받아 왔기 때문에 선발진의 구멍을 메워줄 것이라고 기대받았다. 다만 둘중 더 많은 관심을 받은 크리스 플렉센은 잦은 부상으로 인해 패넌 트레이스에서는 많은 임팩트를 보여주지 못했지만, 가을야구에선 2승 1패의 호투를 보여주며 그 기대가 틀리지 않았음을 보여줬다. 하지만 이와 반대로 많은 관심을 일으키지 못했던 라울 알칸타라는 최고시속 160km/h의 강력한 패스트볼과 위력적인 포크볼로 시즌 20승을 달성하며 두산이 플레이오프에 진출하는데 큰 공을 세웠다. 또한 2019년에 이어 재계약한 호세 페르난데스는 종전 외국인 최다안타를 뛰어넘은 199안타를 기록하며 두산 타격에 큰 힘이 되었다. 2020 시즌 이후 두산은 9명의 FA 예정자가 있어 이들이 몸값을 올리기 위해 많은 활약을 할 것이라고 기대되었다. 하지만 한화의 18연패가 두산에 의해 마감되고,10월 1일에는 6위까지 떨어지며 포스트시즌 진출도 안개 속에 가려지게 되었다. 하지만 시즌 최종전 키움에게 승리했으며 때마침 LG가 SK에게 패하면서 NC와 우승경쟁을 하던 LG는 4위로, 두산은 극적으로 3위를 달성하며 디펜딩 챔피언의 면모를 보여줬다. 이후 포스트시즌에서 LG에게 준플레이오프에서 2연승, KT에게 3승1패로 한국시리즈에 올라가며 6년 연속 한국시리즈라는 대기록을 달성 한다. 하지만 NC와의 한국시리즈에서 2승 4패로 패하며 준우승에 만족해야했다.

#### 2021년
2021년에는 중반까지는 한때 6~7위를 달리고 있어서 약간 무기력한 모습을 보였지만 최종전 가까이 갈 수록 점점 기세가 올라가서 4위까지 올라갔다. 일단 KBO 포스트시즌 확정은 지었지만, SSG 랜더스와 2경기에서 다 승리해야 되는데 한 경기만 승리하고 패하는 바람에 4위 확정을 짓지는 못했다. 그래서, 최종전을 앞두고 4위를 확실하게는 가리지 못했지만, 그래도 최종전을 승리하거나 최소 비기기만 하면 무조건 4위 확보가 된다. 또한, 최종전 상대는 최하위 한화여서 좀 손쉽게 이길 듯한 팀이었으나 그래도 방심하기엔 이른다. 오히려 한화가 이길 지 모르는 상황이었고, 패할 시 같은 시간 SSG가 승리하면 4위는 SSG 손아귀로 넘어가게 되기 때문이다. 물론 SSG가 지면 두산 베어스는 최종전을 져도 상관없이 4위가 확정짓는다. 실제로 SSG는 최종전에서 KT에게 8대 3으로 처참하게 패하고 있어서 두산 베어스는 굳이 한화 최종전 경기를 이기거나 비기지 않아도 될 일이었지만, 두산 베어스는 그럼에도 불구하고 5:3으로 자력 승리를 택하여 4위 확보를 지었다. 이후 두산 베어스는 와일드카드 경기에서 키움에게는 비록 1차전에 승리를 내주어서 불안했지만 2차전에는 승리하여 본격적으로 KBO 포스트시즌에 진출했다. 이후 준플레이오프 경기에서 LG에게 승리하고 플레이오프 경기에서 삼성에게 승리한 후 사상 최초로 7년 연속 2021년 한국시리즈 진출했다. 하지만 KT와의 한국시리즈에서 4전 전패를 당하며 준우승에 만족해야했다.

#### 2022년
2022년에는 두산베어스가 그야말로 치욕적이고 믿을 수 없는 최악의 9위로 확정짓고 말았다. 두산베어스가 4월~5월부터 점점 패배로 기울어지더니 이후부터는 제대로 된 경기를 펼치지는 못했다. SSG 랜더스를 맞아서 4월 29일에는 12회말에 끝내기 패배를 맞고, 6월 22일에는 10회말에 끝내기 패배를 당했고, 두산 베어스 최다 기록인 9월 18일에는 SSG 랜더스에게 13대13으로 가다가 끝내 9회말에 끝내기 패배를 당하는 수모를 겪었다. 게다가 최하위 한화 이글스까지도 5월 15일에는 1:14로 크게 패하는 등 치욕적인 위닝시리즈 패배 경험도 겪어야 했고, 6월에도 한화 이글스에게 2패를 내주는 위닝시리즈 패배를 또다시 안겼다. 7월 30일 경기에서도 한화 이글스에게 1:11로 대패하는 등 제대로 된 경기를 펼치지 못했다. 이후 두산베어스는 웬일인지 2022년 내내 제대로 된 경기를 펼치지는 못했으며, 다른 팀에게 거의 동네북이 될 정도의 패배 수치를 겪어야 했다. 그리고 마침내 두산 베어스는 9월 29일 한화 이글스를 6:5로 간신히 이기긴 했지만 같은 시간 KIA 타이거즈가 롯데 자이언츠를 5:4로 이기는 바람에 기여이 탈락이 확정되고 말았다. 게다가 그 탈락도 역시 유일하게 한화 이글스를 제외하고 다른 팀들보다 제일 먼저 탈락이 확정된 팀이며 이후에도 무기력한 경기를 보여주면서 9위까지 확정짓고 말았다. 9위는 두산 베어스 야구 사상 최초의 최악 순위 기록이었다. 그리고 오재원이 10월 8일 마지막 경기에 은퇴식이 펼쳐졌고 김태형 감독도 이번 해를 끝으로 계약이 끝나 은퇴했다. 그래서 2023년부터는 두산베어스 감독이 이승엽 감독이 맡기로 했다.

### 이승엽시대 (2023년 ~)
김태형 감독 후임으로 이승엽 감독을 영입해 SSG 랜더스와 NC 다이노스와 3~5위를 놓고 다투었으나 최종전 앞두고 5위를 확정짓고 말았다. 이는 두산 베어스가 최종전에서 이기고 NC 다이노스가 패해도 두산 베어스와 NC 다이노스가 서로 승점도 같고 놀랍게도 승자승까지도 8승 8패로 같아진다. 그러나 아깝게도 득점에서 두산 베어스가 NC 다이노스보다 2득점 밀려 순위를 뒤집지는 못하기 때문이다. 결국 5위를 확정짓은 채 2년만에 포스트시즌에 진출하였으나 와일드카드 1차전에서 NC 다이노스에게 대패해 탈락했다.
2024년 때에 두산 베어스가 9월 17일에 삼성 라이온즈를 8:4로 대승하여 결국 KIA 타이거즈가 정규시즌 우승을 하는데 이바지했다. 이는 KIA 타이거즈가 같은 시간 문학야구장에서 SSG 랜더스에게 0:2로 패했기 때문이다.
그리고 최종 순위는 4위를 거두고, 안정적으로 준플레이오프 경기를 펼쳤지만 정작 와일드카드 팀이었던 5위 KT 위즈에게 도리어 2패를 당하면서 탈락하는 최초의 수모를 겪게 되고 말았다.

## 한국시리즈
| #                                          | 연도   | 감독   | 상대 팀       | 경기 결과            | 우승 횟수 | 시리즈 MVP           | 주석 및 기타     |
| ------------------------------------------ | ------ | ------ | ------------- | -------------------- | --------- | -------------------- | ---------------- |
| 1                                          | 1982년 | 김영덕 | 삼성 라이온즈 | 4승 1무 1패 (△XOOOO) | V1        | 김유동 (외야수)      |                  |
| 2                                          | 1995년 | 김인식 | 롯데 자이언츠 | 4승 3패 (XOOXXOO)    | V2        | 김민호 (내야수)      |                  |
| 3                                          | 2000년 | 김인식 | 현대 유니콘스 | 3승 4패 (XXXOOOX)    |           |                      |                  |
| 4                                          | 2001년 | 김인식 | 삼성 라이온즈 | 4승 2패 (XOOOXO)     | V3        | 타이론 우즈 (내야수) | 두산으로 첫 우승 |
| 5                                          | 2005년 | 김경문 | 삼성 라이온즈 | 4패 (XXXX)           |           |                      |                  |
| 6                                          | 2007년 | 김경문 | SK 와이번스   | 2승 4패 (OOXXXX)     |           |                      |                  |
| 7                                          | 2008년 | 김경문 | SK 와이번스   | 1승 4패 (OXXXX)      |           |                      |                  |
| 8                                          | 2013년 | 김진욱 | 삼성 라이온즈 | 3승 4패 (OOXOXXX)    |           |                      |                  |
| 9                                          | 2015년 | 김태형 | 삼성 라이온즈 | 4승 1패 (XOOOO)      | V4        | 정수빈 (외야수)      |                  |
| 10                                         | 2016년 | 김태형 | NC 다이노스   | 4승 (OOOO)           | V5        | 양의지 (포수)        |                  |
| 11                                         | 2017년 | 김태형 | KIA 타이거즈  | 1승 4패 (OXXXX)      |           |                      |                  |
| 12                                         | 2018년 | 김태형 | SK 와이번스   | 2승 4패 (XOXOXX)     |           |                      |                  |
| 13                                         | 2019년 | 김태형 | 키움 히어로즈 | 4승 (OOOO)           | V6        | 오재일 (내야수)      |                  |
| 14                                         | 2020년 | 김태형 | NC 다이노스   | 2승 4패 (XOOXXX)     |           |                      |                  |
| 15                                         | 2021년 | 김태형 | KT 위즈       | 4패 (XXXX)           |           |                      |                  |
| 한국시리즈 총 6회 우승 (OB 2회 / 두산 4회) |        |        |               |                      |           |                      |                  |

## 역대 유니폼, 마스코트

### 역대 유니폼
OB 베어스 시절 흰색 기본바탕에, 짙은 남색과, 빨간색으로 구성된 유니폼을 착용하였다. 프로 원년 전기리그에서는 가슴 양쪽에 OB가 새겨져있는 버튼형 유니폼을 착용하였다가, 후기리그에서는 가슴전체에 OB BEARS라는 로고가 새겨진 유니폼을 착용하였다. 그 후 1983 시즌부터 1998 시즌까지 16년 동안, 원년 후기리그 유니폼 디자인에, 단추형 유니폼에서 V넥 형태의 셔츠 형 유니폼으로 변경되어 착용하였다. 그 후 OB 베어스에서 두산 베어스로 팀명이 바뀌어 구단 BI도 변경되었다. 그에 따라 흰색 기본바탕에, 짙은 남색, 노란색의 유니폼으로 변경되었다. 이 유니폼의 특징은 새로운 구단 BI의 상징인 반달곰 로고를 가슴 부분에 새겨 넣었은 것이다. 1999 시즌부터 2001 시즌까지 가슴 전체에 반달곰 로고가 들어가있는 셔츠형 유니폼을 착용하였다가, 2002 시즌부터 2009 시즌까지는 반달곰 로고를 가슴 오른쪽에 새겨 넣은 단추형 유니폼을 착용하였다. 그 후 2010 시즌이 시작되기 전인 2010년 1월 4일에 두산 베어스는 구단 엠블럼과 유니폼을 기존의 짙은 남색 및 노란색에서 짙은 남색과 빨간색이 어우러진 새로운 팀 엠블럼 및 유니폼을 제작 발표하였다. 2010년 1월 현재 두산 베어스는 흰색에 BEARS 로고가 새겨진 버튼형 홈 유니폼과, 짙은 남색 바탕에 가슴 오른쪽에 구단 엠블럼이 새겨진 버튼형 원정 유니폼, 2015 시즌 중반부터 등번호에 약간의 그림자를 입혔다. 그리고 기존 OB 베어스 유니폼에서 OB를 뺀 셔츠형 올드 유니폼, 그리고 빨간색이 아닌 황금색으로 구성되고 BEARS가 흘림체로 적혀진 버튼형 스페셜 유니폼을 경기에 착용하고 있다.

### 마스코트
이름은 철웅이. 배번은 V. 기존의 곰에 나사로 철판을 연결한 것처럼 보이는 사이보그 로봇 곰이다. 공식 홈페이지 마스코트 소개에 의하면 철웅이는 두산의 상징 동물인 곰을 역동적으로 형상화한 로봇 캐릭터로 이는 강인함과 미래지향적인 두산의 이미지를 강조한 것이라고 한다.

## 응원

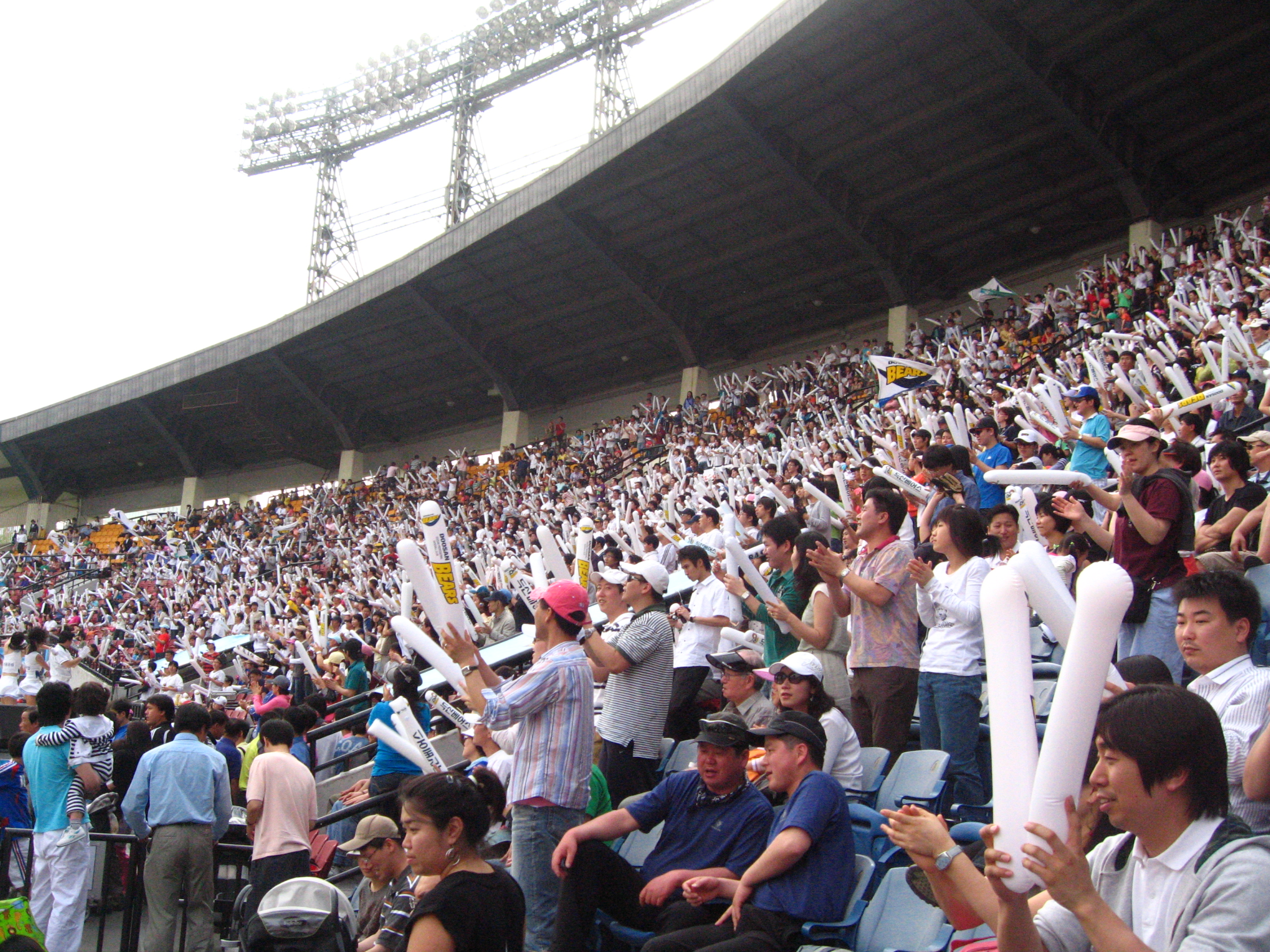

두산 베어스에는 20여 가지의 팀 응원가와 선수별 등장곡, 응원가가 사용되고 있다. 현재 한재권이 응원단장이 응원을 하고 있다. 다른 구기 종목에서도 응원을 맡은 팀이 우승을 했는데 공교롭게도 처음 두산베어스에 오고 바로 다음해 우승을 하지 못했다.
단, 포스트시즌 제외

## 팬 서비스 행사
두산 베어스는 베어스 데이(매월 마지막 일요일 홈경기)(2004년 ~ 2007년에는 토요일). 베어스 데이는 홈페이지 여론 조사를 통해서 기획되었다. 플레이어스 데이(매월 특정 일요일 홈경기, 옛 유니폼 착용), 퀸스 데이(여성 대상 이벤트), 직장인의 날(직장인 대상 이벤트) 5월5일 어린이날에는 어린이를위한 두린이날등 다양한 팬 서비스와 이벤트를 제공하고 있다.

## 선수단

### 역대 감독
두산 베어스의 창단 감독은 김영덕이었으며, 전 감독은 11대인 이승엽이다. 최장 기간 지휘봉을 맡은 감독은 6대인 김인식이다. 그는 1995년부터 2003년까지 9시즌 동안 한국 시리즈에서 두 차례 우승하며 정규 시즌 579승 33무 556패를 기록했다.

### 역대 선수
1982년 창단 멤버 중 가장 오래 OB 베어스에서 뛴 선수는 1996년에 은퇴한 박철순(투수)이다. 1998년 입단한 김동주는 17년 동안 OB, 두산에서 뛴 내야수이자 지명타자이다

### 역대 외국인 선수
타이론 우즈, 캐세레스, 윌슨, 알칸트라, 닉 에반스, 더스틴 니퍼트, 마이클 보우덴, 리오스, 히메네스, 조쉬 린드블럼, 세스 후랭코프, 지미 파레디스, 스캇 반슬라이크, 호세 미겔 페르난데스, 크리스 플렉센, 라울 알칸타라, 아리엘 미란다, 호세 로하스

### 역대 포스트시즌 선수 명단

#### 한국시리즈 선수 명단
두산 베어스(전신 OB 베어스 포함)가 참가한 한국시리즈는 1982년, 1995년, 2000년, 2001년, 2005년, 2007년, 2008년, 2013년, 2015년, 2016년, 2017년, 2018년, 2019년이다.

#### 플레이오프 선수 명단
두산 베어스(전신 OB 베어스 포함)가 참가한 플레이오프는 1986년, 1987년, 1999년, 2000년, 2001년, 2004년, 2005년, 2007년, 2008년, 2009년, 2010년, 2013년, 2015년, 2017년이다.

#### 준플레이오프 선수 명단
두산 베어스(전신 OB 베어스 포함)가 참가한 준플레이오프는 1993년, 1998년, 2001년, 2004년, 2009년, 2010년, 2012년, 2013년, 2015년이다.

## 신인 드래프트와 2차 드래프트

### 역대 신인 드래프트
- 선수 이름은 지명 순서대로 나열되었다.
- 이름에 가로줄이 그어진 것은 해당 선수에 대한 지명권을 포기했음을 의미한다.

| 연도 | 1차 지명 | 2차 지명                                                                                       | 2차 지명 |
| ---- | --- | ---------------------------------------------------------------------------------------------- | --- |
| 1983 | 장호연, 정선두, 박종훈, 이선웅, 한대화, 정구선, 송일섭                                                         | 없음                                                                                           | 없음 |
| 1984 | 한오종, 장훈, 김성호, 윤석환, 기세봉, 김수남, 홍희섭, 사인상, 이광배원영덕환, 김광림, 김명구, 김진욱           | 임재준                                                                                         | 임재준 |
| 1985 | 김형석, 김영신, 이승희, 윤수봉, 김문수, 이종융, 천성호, 이종원, 박상석, 김일중, 권광운, 탁재원, 계동식, 도이석 | 박기수                                                                                         | 박기수 |
| 1986 | 박노준, 박형열, 임채섭, 이복근, 조석신, 김희식, 김현찬, 정광식, 차재택, 박상익                                 | 김강익, 박칠성, 임동구                                                                         | 김강익, 박칠성, 임동구                                                                                         |
| 1987 | 조재환, 김경남, 김태진                                                                                         | 박희종, 진상봉, 박병준                                                                         | 박희종, 진상봉, 박병준                                                                                         |
| 1988 | 이석재, 김원식, 정삼룡                                                                                         | 박상국, 김용희, 길홍규, 김태형, 정형진                                                         | 박상국, 김용희, 길홍규, 김태형, 정형진                                                                         |
| 1989 | 이진, 김동현, 김보선                                                                                           | 구동우, 이명수, 김진규, 곽연수, 하득인, 안종호                                                 | 구동우, 이명수, 김진규, 곽연수, 하득인, 안종호                                                                 |
| 1990 | 임형석, 김경원                                                                                                 | 서준룡, 조정수, 김상진, 한형탁, 김만조                                                         | 서준룡, 조정수, 김상진, 한형탁, 김만조                                                                         |
| 1991 | 황일권 | 김익재, 정효형, 노춘섭, 권영일, 구교록, 이병우, 박천유                                         | 김익재, 정효형, 노춘섭, 권영일, 구교록, 이병우, 박천유                                                         |
| 1992 | 손경수 | 이상현, 권명철, 안경현, 박철홍, 장원진, 허영철, 한국일                                         | 이상현, 권명철, 안경현, 박철홍, 장원진, 허영철, 한국일                                                         |
| 1993 | 추성건 | 박상근, 김종성, 김덕칠, 김종신, 염상엽                                                         | 박상근, 김종성, 김덕칠, 김종신, 염상엽                                                                         |
| 1994 | 류택현 | 홍우태, 김광현, 한태균, 윤기수                                                                 | 홍우태, 김광현, 한태균, 윤기수                                                                                 |
| 1995 | 송재용 | 문희성, 진필중, 서석영, 박성균, 이보형, 최윤승, 장보성                                         | 문희성, 진필중, 서석영, 박성균, 이보형, 최윤승, 장보성                                                         |
| 연도 | 1차 지명 | 고졸우선지명                                                                                   | 2차 지명 |
| 1996 | 최기문 | 김선우, 박명환, 한명윤                                                                         | 강영수, 정원석, 박찬협, 임봉수, 이정주, 박상언, 강봉규, 김규식, 표성대, 이기승, 홍재호, 김용혁, 장건희, 윤준호 |
| 1997 | 이경필 | 최경훈, 김성환, 김덕용                                                                         | 진갑용, 김영수, 강규철, 김도형, 김환조, 김도균, 김원섭, 윤태수, 강신창, 박수현, 이용우, 장인규                 |
| 1998 | 김동주 | 이경수, 유재웅, 윤상무                                                                         | 송원국, 이혜천, 김지훈, 김주용, 이영일, 오세학, 유석호, 박세훈, 조은진, 유병목, 이재우, 구판진                 |
| 1999 | 홍성흔 | 구자운                                                                                         | 정종수, 장성진, 이승준, 이광오, 정재훈, 노기환, 백대운, 김성배, 김호영, 백승훈, 김성균, 박종윤                 |
| 연도 | 1차 지명 | 2차 지명                                                                                       | 2차 지명 |
| 2000 | 문상호 | 구자민, 방승재, 성민국, 장원영, 정재훈, 홍마태, 정진용, 홍석균, 맹진영                         | 구자민, 방승재, 성민국, 장원영, 정재훈, 홍마태, 정진용, 홍석균, 맹진영                                         |
| 2001 | 황규택 | 김상현, 김태구, 김용영, 이대현, 배광진, 임창섭, 이범석, 손제민, 최홍진, 채태인, 이수           | 김상현, 김태구, 김용영, 이대현, 배광진, 임창섭, 이범석, 손제민, 최홍진, 채태인, 이수                           |
| 2002 | 이재영 | 고영민, 박종섭, 이경환, 황덕균, 이민택, 이승엽, 박훈범, 최종군, 오주헌, 이상원, 하정인, 김명효 | 고영민, 박종섭, 이경환, 황덕균, 이민택, 이승엽, 박훈범, 최종군, 오주헌, 이상원, 하정인, 김명효                 |
| 2003 | 노경은 | 전병두, 나주환, 김만윤, 김영준, 김승회, 김영진, 허도환, 최영주, 오재원                         | 전병두, 나주환, 김만윤, 김영준, 김승회, 김영진, 허도환, 최영주, 오재원                                         |
| 2004 | 김재호 | 이원희, 이경민, 윤석민, 남찬섭, 구명환, 김수훈, 오현근, 용덕한, 김무학                         | 이원희, 이경민, 윤석민, 남찬섭, 구명환, 김수훈, 오현근, 용덕한, 김무학                                         |
| 2005 | 김명제 | 서동환, 조현근, 이호성, 금민철, 윤형관, 박정배, 이윤호                                         | 서동환, 조현근, 이호성, 금민철, 윤형관, 박정배, 이윤호                                                         |
| 2006 | 남윤희 | 김용성, 민병헌, 박성남, 송영찬, 유상우, 최주환, 홍병오, 양의지, 박진원                         | 김용성, 민병헌, 박성남, 송영찬, 유상우, 최주환, 홍병오, 양의지, 박진원                                         |
| 2007 | 임태훈, 이용찬                                                                                                 | 이원재, 이두환, 권영준, 김강률, 이정민, 이병용, 조영민, 장동우, 문준용                         | 이원재, 이두환, 권영준, 김강률, 이정민, 이병용, 조영민, 장동우, 문준용                                         |
| 2008 | 진야곱 | 김재환, 고창성, 홍상삼, 김용의, 윤요한, 윤도경, 박민석                                         | 김재환, 고창성, 홍상삼, 김용의, 윤요한, 윤도경, 박민석                                                         |
| 2009 | 성영훈 | 허경민, 박건우, 조승수, 배상현, 정수빈, 유희관, 김진형, 민정후                                 | 허경민, 박건우, 조승수, 배상현, 정수빈, 유희관, 김진형, 민정후                                                 |
| 연도 | 전면드래프트                                                                                                   | 전면드래프트                                                                                   | 전면드래프트                                                                                                   |
| 2010 | 장민익, 이재학, 정대현, 김상훈, 김준호, 문상철, 강백산, 김건효, 조윤성, 김선민                                 | 장민익, 이재학, 정대현, 김상훈, 김준호, 문상철, 강백산, 김건효, 조윤성, 김선민                 | 장민익, 이재학, 정대현, 김상훈, 김준호, 문상철, 강백산, 김건효, 조윤성, 김선민                                 |
| 2011 | 최현진, 이현호, 천상웅, 안규영, 정진호, 황필선, 이정호, 김동한, 최현정, 양현                                   | 최현진, 이현호, 천상웅, 안규영, 정진호, 황필선, 이정호, 김동한, 최현정, 양현                   | 최현진, 이현호, 천상웅, 안규영, 정진호, 황필선, 이정호, 김동한, 최현정, 양현                                   |
| 2012 | 윤명준, 변진수, 이규환, 류지혁, 박세혁, 박민정, 유민상, 신동규, 장우람                                         | 윤명준, 변진수, 이규환, 류지혁, 박세혁, 박민정, 유민상, 신동규, 장우람                         | 윤명준, 변진수, 이규환, 류지혁, 박세혁, 박민정, 유민상, 신동규, 장우람                                         |
| 2013 | 김인태, 이우성, 정혁진, 장승현, 함덕주, 천영웅, 송주영, 홍성은, 고동현, 계정웅                                 | 김인태, 이우성, 정혁진, 장승현, 함덕주, 천영웅, 송주영, 홍성은, 고동현, 계정웅                 | 김인태, 이우성, 정혁진, 장승현, 함덕주, 천영웅, 송주영, 홍성은, 고동현, 계정웅                                 |
| 연도 | 1차 지명 | 2차 지명                                                                                       | 2차 지명 |
| 2014 | 한주성 | 최병욱, 전용훈, 이성곤, 이승헌, 정기훈, 김경호, 심형석, 최형록, 문진제, 문지훈                 | 최병욱, 전용훈, 이성곤, 이승헌, 정기훈, 김경호, 심형석, 최형록, 문진제, 문지훈                                 |
| 2015 | 남경호 | 채지선, 김민혁, 사공엽, 방건우, 박종욱, 박성민, 고봉찬, 정진철, 정인석, 이윤후                 | 채지선, 김민혁, 사공엽, 방건우, 박종욱, 박성민, 고봉찬, 정진철, 정인석, 이윤후                                 |
| 2016 | 이영하 | 조수행, 황경태, 고봉재, 홍성호, 정덕현, 서예일, 신창희, 양구렬, 이찬기, 오석                   | 조수행, 황경태, 고봉재, 홍성호, 정덕현, 서예일, 신창희, 양구렬, 이찬기, 오석                                   |
| 2017 | 최동현 | 박치국, 김명신, 지윤, 문대원, 이병휘, 박유연, 백민규, 박찬범, 전태준, 박성환                   | 박치국, 김명신, 지윤, 문대원, 이병휘, 박유연, 백민규, 박찬범, 전태준, 박성환                                   |
| 2018 | 곽빈 | 박신지, 정철원, 김민규, 전민재, 배창현, 이승민, 박성모, 신현수, 정우석, 권민석                 | 박신지, 정철원, 김민규, 전민재, 배창현, 이승민, 박성모, 신현수, 정우석, 권민석                                 |
| 2019 | 김대한 | 전창민, 송승환, 이교훈, 이재민, 김태근, 정현욱, 최현준, 김문수, 전형근, 추종민                 | 전창민, 송승환, 이교훈, 이재민, 김태근, 정현욱, 최현준, 김문수, 전형근, 추종민                                 |

#### 1차지명 지역 연고
2014년 지명부터 부활한 1차지명의 연고 학교이다. 이 학교들은 서울 연고권을 가진 3개팀 (두산, LG, 넥센)이 공동관리하며, 1년 단위로 순번을 정해서 1차지명을 한다. 즉, 2014년 기준으로 LG-키움-두산 순서로 지명하고 그 다음년도는 키움-두산-LG 순으로 지명하는 것이다.
- 서울특별시
  - 경기고등학교
  - 경동고등학교
  - 덕수고등학교
  - 배명고등학교
  - 배재고등학교
  - 서울고등학교
  - 서울디자인고등학교
  - 선린인터넷고등학교
  - 성남고등학교
  - 신일고등학교
  - 장충고등학교
  - 중앙고등학교
  - 청원고등학교
  - 충암고등학교
  - 휘문고등학교
- 제주특별자치도
  - 제주고등학교

### 역대 2차 드래프트 지명
2차 드래프트는 한국 야구 위원회에서 2년마다 11월 말에 개최되며, 타 팀에서 FA 신청선수를 제외한 35명의 보호선수에서 제외된 선수를 지명할 수 있다.
| 연도 | 1라운드                       | 2라운드                     | 3라운드                       |
| ---- | ----------------------------- | --------------------------- | ----------------------------- |
| 2012 | 오장훈(롯데 자이언츠, 내야수) | 김강(한화 이글스, 내야수)   | 오성민(SK 와이번스, 투수)     |
| 2014 | 허준혁(SK 와이번스, 투수)     | 최영진(LG 트윈스, 내야수)   | 양종민(롯데 자이언츠, 내야수) |
| 2016 | 박진우(NC 다이노스, 투수)     | 임진우(삼성 라이온즈, 투수) | 정재훈(롯데 자이언츠, 투수)   |
| 2018 | 최대성(KT 위즈, 투수)         | 김도현(SK 와이번스, 외야수) | 지명포기                      |
| 2020 | 지명 포기                     | 지명 포기                   | 지명 포기                     |
| 2024 | 김기연(LG 트윈스, 포수)       | 지명 포기                   | 지명 포기                     |

## 한국 프로 야구상 수상자
두산 베어스는 한국 프로 야구 최우수 선수를 일곱 명 배출했다.
- 1982년 - 박철순(투수)
- 1995년 - 김상호(외야수)
- 1998년 - 타이론 우즈(내야수)
- 2007년 - 다니엘 리오스(투수)
- 2016년 - 더스틴 니퍼트(투수)
- 2018년 - 김재환 (외야수)
- 2019년 - 조쉬 린드블럼 (투수)

## 역대 선발진

### OB 베어스

#### 1군
| 연도 | 1선발  | 2선발    | 3선발  | 4선발    | 5선발  |
| ---- | ------ | -------- | ------ | -------- | ------ |
| 1982 | 박철순 | 선우대영 | 박상열 | 계형철   | 강철원 |
| 1983 | 박상열 | 계형철   | 장호연 | 선우대영 | 강철원 |
| 1984 | 계형철 | 최일언   | 박상열 | 김진욱   | 강철원 |
| 1985 | 계형철 | 김진욱   | 장호연 | 박상열   | 박철순 |
| 1986 | 최일언 | 장호연   | 계형철 | 윤석환   | 박철순 |
| 1987 | 장호연 | 최일언   | 계형철 | 윤석환   | 박상열 |
| 1988 | 김진욱 | 최일언   | 장호연 | 계형철   | 한오종 |
| 1989 | 장호연 | 김진욱   | 구동우 | 최일언   | 계형철 |
| 1990 | 구동우 | 장호연   | 계형철 | 박철순   | 김진욱 |
| 1991 | 김동현 | 김상진   | 박철순 | 구동우   | 김진욱 |
| 1992 | 장호연 | 김상진   | 김진욱 | 권명철   | 구동우 |
| 1993 | 장호연 | 김상진   | 박철순 | 권명철   | 강병규 |
| 1994 | 김상진 | 홍우태   | 권명철 | 박철순   | 강병규 |
| 1995 | 김상진 | 권명철   | 강병규 | 박철순   | 장호연 |
| 1996 | 진필중 | 박명환   | 강병규 | 김상진   | 박철순 |
| 1997 | 김상진 | 박명환   | 진필중 | 이경필   | 이광우 |
| 1998 | 박명환 | 이경필   | 김상진 | 강병규   | 권명철 |

#### 2군
| 연도 | 1선발  | 2선발  | 3선발  | 4선발  | 5선발  |
| ---- | ------ | ------ | ------ | ------ | ------ |
| 1990 | 권영구 | 조정수 | 하창우 | 이상훈 | 김상진 |
| 1991 | 이상훈 | 권영일 | 권영구 | 김만조 | 하창우 |
| 1992 | 권영일 | 홍길남 | 김만조 | 김익재 | 하창우 |
| 1993 | 조영상 | 김만조 | 이상현 | 하창우 | 황용승 |
| 1994 | 강길용 | 장호연 | 나영철 | 이용호 | 박상근 |
| 1995 | 김유봉 | 나영철 | 최용호 | 여준홍 | 홍길남 |
| 1996 | 김유봉 | 홍길남 | 여준홍 | 박상근 | 홍우태 |
| 1997 | 김유봉 | 홍길남 | 홍우태 | 최윤승 | 최용호 |
| 1998 | 한태균 | 최용호 | 이경원 | 한명윤 | 김유봉 |

### 두산 베어스

#### 1군
| 연도 | 1선발    | 2선발    | 3선발  | 4선발    | 5선발    |
| ---- | -------- | -------- | ------ | -------- | -------- |
| 1999 | 이경필   | 최용호   | 강병규 | 이광우   | 박명환   |
| 2000 | 이광우   | 조계현   | 파머   | 최용호   | 한태균   |
| 2001 | 조계현   | 콜       | 최용호 | 정진용   | 구자운   |
| 2002 | 박명환   | 레스     | 콜     | 구자운   | 이경필   |
| 2003 | 이리키   | 키퍼     | 손혁   | 박명환   | 이경필   |
| 2004 | 레스     | 박명환   | 이경필 | 키퍼     | 전병두   |
| 2005 | 랜들     | 박명환   | 이혜천 | 김명제   | 스미스   |
| 2006 | 리오스   | 랜들     | 이혜천 | 박명환   | 금민철   |
| 2007 | 리오스   | 랜들     | 김명제 | 김상현   | 이경필   |
| 2008 | 랜들     | 김명제   | 이혜천 | 김선우   | 이승학   |
| 2009 | 김상현   | 니코스키 | 김선우 | 홍상삼   | 세데뇨   |
| 2010 | 히메네스 | 김선우   | 임태훈 | 왈론드   | 홍상삼   |
| 2011 | 니퍼트   | 김선우   | 이용찬 | 김승회   | 페르난도 |
| 2012 | 니퍼트   | 노경은   | 이용찬 | 김승회   | 김선우   |
| 2013 | 유희관   | 노경은   | 니퍼트 | 김선우   | 올슨     |
| 2014 | 니퍼트   | 유희관   | 마야   | 볼스테드 | 노경은   |
| 2015 | 유희관   | 장원준   | 니퍼트 | 허준혁   | 스와잭   |
| 2016 | 니퍼트   | 장원준   | 보우덴 | 유희관   | 허준혁   |
| 2017 | 장원준   | 니퍼트   | 함덕주 | 유희관   | 보우덴   |
| 2018 | 린드블럼 | 후랭코프 | 이용찬 | 유희관   | 장원준   |
| 2019 | 린드블럼 | 이영하   | 유희관 | 후랭코프 | 이용찬   |
| 2020 | 알칸타라 | 플렉센   | 최원준 | 이영하   | 유희관   |
| 2021 | 미란다   | 최원준   | 로켓   | 곽빈     | 유희관   |
| 2022 | 곽빈     | 최원준   | 스탁   | 브랜든   | 이영하   |
| 2023 | 알칸타라 | 곽빈     | 브랜든 | 최승용   | 최원준   |
| 2024 | 곽빈     | 브랜든   | 최원준 | 최준호   | 알칸타라 |

#### 2군
| 연도 | 1선발  | 2선발           | 3선발           | 4선발  | 5선발  |
| ---- | ------ | --------------- | --------------- | ------ | ------ |
| 1999 | 이경수 | 한태균          | 강길용          | 한명윤 | 유병목 |
| 2000 | 박찬협 | 정진용          | 이용훈          | 유병목 | 장원영 |
| 2001 | 이상훈 | 박찬협          | 김태구          | 이재우 | 이용호 |
| 2002 | 한태균 | 장인규          | 박보현          | 김유봉 | 최용호 |
| 2003 | 한태균 | 김태영          | 최용호          | 이재우 | 곽채진 |
| 2004 | 이경민 | 김태구          | 김성배          | 구자민 | 김무학 |
| 2005 | 김무학 | 조현근          | 박정배          | 서동환 | 금민철 |
| 2006 | 조현근 | 이원희          | 정재훈 (1981년) | 김무학 | 허태양 |
| 2007 | 이원희 | 이원재          | 원용묵          | 김강률 | 김태영 |
| 2008 | 김강률 | 정재훈 (1981년) | 노경은          | 김태영 | 이재영 |
| 2009 | 박민석 | 조승수          | 원용묵          | 김성배 | 남궁훈 |
| 2010 | 조규수 | 노경은          | 김성배          | 조승수 | 장민익 |
| 2011 | 최현진 | 박정배          | 서동환          | 이현호 | 장민익 |
| 2012 | 안규영 | 고창성          | 이정호          | 강동연 | 진야곱 |
| 2013 | 안규영 | 서동환          | 강동연          | 이정호 | 정대현 |
| 2014 | 강동연 | 유창준          | 정대현          | 이정호 | 서두원 |
| 2015 | 이용호 | 강동연          | 한주성          | 남경호 | 김수완 |
| 2016 | 고봉재 | 안규영          | 채원후          | 한주성 | 윤기백 |
| 2017 | 조승수 | 한주성          | 송주영          | 방건우 | 전용훈 |
| 2018 | 허준혁 | 유재유          | 한주성          | 정덕현 | 김민규 |
| 2019 | 허준혁 | 전루건          | 김민규          | 장원준 | 정철원 |
| 2020 | 지윤   | 김민규          | 이승진          | 박소준 | 장원준 |
| 2021 | 현도훈 | 이교훈          | 유재유          | 조제영 | 최승용 |
| 2022 | 김동주 | 박웅            | 최지강          | 장빈   | 전루건 |
| 2023 | 김민규 | 이원재          | 최종인          | 박신지 | 장원준 |
| 2024 | 김민규 | 김유성          | 박신지          | 김무빈 | 김동주 |

## 역대 마무리

### 1군
| 1982            | 1983            | 1984            | 1985   | 1986   | 1987            |
| --------------- | --------------- | --------------- | ------ | ------ | --------------- |
| 황태환          | 황태환          | 윤석환          | 최일언 | 박노준 | 김진욱          |
| 1988            | 1989            | 1990            | 1991   | 1992   | 1993            |
| 윤석환          | 김진규          | 김동현          | 김진규 | 박철순 | 김경원          |
| 1994            | 1995            | 1996            | 1997   | 1998   | 1999            |
| 김경원          | 김경원          | 김경원          | 김경원 | 진필중 | 진필중          |
| 2000            | 2001            | 2002            | 2003   | 2004   | 2005            |
| 진필중          | 진필중          | 진필중          | 구자운 | 구자운 | 정재훈 (1980년) |
| 2006            | 2007            | 2008            | 2009   | 2010   | 2011            |
| 정재훈 (1980년) | 정재훈 (1980년) | 정재훈 (1980년) | 이용찬 | 이용찬 | 임태훈          |
| 2012            | 2013            | 2014            | 2015   | 2016   | 2017            |
| 프록터          | 정재훈 (1980년) | 이용찬          | 이현승 | 이현승 | 이용찬          |
| 2018            | 2019            | 2020            | 2021   | 2022   | 2023            |
| 함덕주          | 함덕주          | 함덕주          | 김강률 | 홍건희 | 홍건희          |
| 2024            | 2025            | 2026            | 2027   | 2028   | 2029            |
| 김택연          |                 |                 |        |        |                 |

### 2군
| 1990   | 1991   | 1992   | 1993   | 1994   | 1995   |
| ------ | ------ | ------ | ------ | ------ | ------ |
| 김만조 | 조정수 | 김진규 | 김익재 | 마원성 | 마원성 |
| 1996   | 1997   | 1998   | 1999   | 2000   | 2001   |
| 마원성 | 김현종 | 강길용 | 이재만 | 이용호 | 박보현 |
| 2002   | 2003   | 2004   | 2005   | 2006   | 2007   |
| 김태구 | 김태구 | 이원희 | 이경민 | 이대현 | 노경은 |
| 2008   | 2009   | 2010   | 2011   | 2012   | 2013   |
| 서동환 | 오현택 | 김승회 | 박민석 | 변시원 | 박민정 |
| 2014   | 2015   | 2016   | 2017   | 2018   | 2019   |
| 최병욱 | 임태훈 | 강동연 | 이용호 | 홍상삼 | 최대성 |
| 2020   | 2021   | 2022   | 2023   | 2024   | 2025   |
| 최세창 | 최세창 | 이형범 | 김정우 | 김정우 |        |

## 응원단
아나운서 : 유창근
응원단장 : 한재권
치어리더 : 김다정, 박소진, 허은미, 서현숙, 이나경, 천온유, 마서연, 임수지, 정희정

## 영구결번
두산 베어스의 영구 결번은 54번(김영신)과 21번(박철순)이다. 박철순의 번호는 2002년 4월 5일 시즌 개막전 경기 전 영구 결번식을 통해서 영구 결번되었다.

## 통산 기록
| 연도                  | 팀명                  | 순위                  | 경기 | 승   | 무  | 패   | 승률  | 득점  | 실점  | 타율  | 안타  | 홈런 | 도루 | 평균 자책 | 포스트시즌 | 수상 선수                      |                     |
| --------------------- | --------------------- | --------------------- | ---- | ---- | --- | ---- | ----- | ----- | ----- | ----- | ----- | ---- | ---- | --------- | --- | ------------------------------ | ------------------- |
| 1982                  | OB                    | 전기 1위 후기 2위     | 80   | 56   | 0   | 24   | 0.700 | 399   | 318   | 0.283 | 778   | 57   | 106  | 3.20      | * 한국시리즈 : 삼성 전 4-1-1 승                                                                                      | 박철순 (최)                    |                     |
| 1983                  | OB                    | 전기 6위 후기 5위     | 100  | 44   | 1   | 55   | 0.444 | 418   | 432   | 0.259 | 863   | 50   | 60   | 3.52      | | 박종훈 (신)                    |                     |
| 1984                  | OB                    | 전기 2위 후기 2위     | 100  | 58   | 1   | 41   | 0.586 | 382   | 298   | 0.256 | 816   | 53   | 111  | 2.53      | | 윤석환 (신)                    |                     |
| 1985                  | OB                    | 전기 2위 후기 5위     | 110  | 51   | 2   | 57   | 0.472 | 473   | 416   | 0.260 | 954   | 67   | 107  | 3.14      | |                                |                     |
| 1986                  | OB                    | 전기 5위 후기 1위     | 108  | 56   | 4   | 48   | 0.538 | 369   | 341   | 0.249 | 880   | 38   | 78   | 2.61      | * 플레이오프 : 삼성 전 2-3 패                                                                                        |                                |                     |
| 1987                  | OB                    | 전기 2위 후기 4위     | 108  | 55   | 1   | 52   | 0.514 | 415   | 405   | 0.261 | 927   | 30   | 73   | 3.26      | * 플레이오프 : 해태 전 2-3 패                                                                                        |                                |                     |
| 1988                  | OB                    | 전기 3위 후기 5위     | 108  | 54   | 2   | 52   | 0.509 | 418   | 447   | 0.258 | 923   | 44   | 87   | 3.73      | |                                |                     |
| 1989                  | OB                    | 5위                   | 120  | 54   | 3   | 63   | 0.463 | 447   | 481   | 0.247 | 970   | 42   | 135  | 3.70      | |                                |                     |
| 1990                  | OB                    | 7위                   | 120  | 35   | 5   | 80   | 0.313 | 404   | 616   | 0.231 | 901   | 62   | 83   | 4.72      | |                                |                     |
| 1991                  | OB                    | 8위                   | 126  | 51   | 2   | 73   | 0.413 | 501   | 593   | 0.250 | 1054  | 59   | 136  | 4.21      | |                                |                     |
| 1992                  | OB                    | 5위                   | 126  | 56   | 4   | 66   | 0.460 | 547   | 582   | 0.259 | 1096  | 126  | 110  | 4.22      | |                                |                     |
| 1993                  | OB                    | 3위                   | 126  | 66   | 5   | 55   | 0.544 | 473   | 405   | 0.258 | 1066  | 59   | 86   | 2.89      | * 준플레이오프 : LG 전 1-2 패                                                                                        |                                |                     |
| 1994                  | OB                    | 7위                   | 126  | 53   | 1   | 72   | 0.425 | 477   | 507   | 0.246 | 1013  | 75   | 81   | 3.46      | |                                |                     |
| 1995                  | OB                    | 1위                   | 126  | 74   | 5   | 47   | 0.607 | 629   | 500   | 0.266 | 1154  | 106  | 121  | 3.42      | * 한국시리즈 : 롯데 전 4-3 승                                                                                        | 김상호 (최)                    |                     |
| 1996                  | OB                    | 8위                   | 126  | 47   | 6   | 73   | 0.397 | 446   | 520   | 0.242 | 1008  | 82   | 78   | 3.69      | |                                |                     |
| 1997                  | OB                    | 5위                   | 126  | 57   | 5   | 64   | 0.472 | 511   | 551   | 0.254 | 1070  | 84   | 143  | 3.84      | |                                |                     |
| 1998                  | OB                    | 4위                   | 126  | 61   | 3   | 62   | 0.496 | 520   | 506   | 0.256 | 1080  | 102  | 123  | 3.60      | * 준플레이오프 : LG 전 0-2 패                                                                                        | 타이론 우즈 (최)               |                     |
| 1999                  | 두산                  | 드림리그 1위          | 132  | 76   | 5   | 51   | 0.598 | 721   | 657   | 0.284 | 1305  | 141  | 136  | 4.58      | * 플레이오프 : 한화 전 4-0 패                                                                                        | 홍성흔 (신)                    |                     |
| 2000                  | 두산                  | 드림리그 2위          | 133  | 76   | 0   | 57   | 0.571 | 694   | 616   | 0.289 | 1325  | 150  | 115  | 4.22      | * 플레이오프 : LG 전 4-2 승 * 한국시리즈 : 현대 전 3-4패<                                                            |                                |                     |
| 2001                  | 두산                  | 1위                   | 133  | 65   | 5   | 63   | 0.508 | 732   | 733   | 0.276 | 1266  | 130  | 132  | 4.96      | 준플레이오프 : 한화 전 2-0 승 플레이오프 : 현대 전 3-1 승 한국시리즈 : 삼성 전 4-2 승                                |                                |                     |
| 2002                  | 두산                  | 5위                   | 133  | 66   | 2   | 65   | 0.504 | 587   | 562   | 0.261 | 1173  | 130  | 106  | 3.93      | |                                |                     |
| 2003                  | 두산                  | 7위                   | 133  | 57   | 2   | 74   | 0.435 | 563   | 619   | 0.276 | 1251  | 90   | 58   | 4.24      | |                                |                     |
| 2004                  | 두산                  | 3위                   | 133  | 70   | 1   | 62   | 0.530 | 606   | 560   | 0.268 | 1200  | 89   | 71   | 3.88      | 준플레이오프 : KIA 전 2-0 승 플레이오프 : 삼성 전 1-3 패                                                             |                                |                     |
| 2005                  | 두산                  | 2위                   | 126  | 72   | 3   | 51   | 0.585 | 596   | 465   | 0.270 | 1147  | 63   | 103  | 3.42      | 플레이오프 : 한화 전 3-0 승 한국시리즈 : 삼성 전 0-4 패                                                              |                                |                     |
| 2006                  | 두산                  | 5위                   | 126  | 63   | 3   | 60   | 0.512 | 455   | 467   | 0.258 | 1068  | 55   | 132  | 3.36      | |                                |                     |
| 2007                  | 두산                  | 2위                   | 126  | 70   | 2   | 54   | 0.565 | 578   | 480   | 0.263 | 1103  | 78   | 161  | 3.44      | 플레이오프 : 한화 전 3-0 승 한국시리즈 : SK 전 2-4 패                                                                | 다니엘 리오스 (최) 임태훈 (신) |                     |
| 2008                  | 두산                  | 2위                   | 126  | 70   | 0   | 56   | 0.556 | 647   | 542   | 0.276 | 1198  | 68   | 189  | 3.89      | 플레이오프 : 삼성 전 4-2 승 한국시리즈 : SK 전 1-4 패                                                                |                                |                     |
| 2009                  | 두산                  | 3위                   | 133  | 71   | 2   | 60   | 0.534 | 722   | 662   | 0.280 | 1286  | 120  | 129  | 4.60      | 준플레이오프 : 롯데 전 3-1 승 플레이오프 : SK 전 2-3 패                                                              | 이용찬 (신)                    |                     |
| 2010                  | 두산                  | 3위                   | 133  | 73   | 3   | 57   | 0.549 | 731   | 669   | 0.281 | 1276  | 149  | 128  | 4.62      | 준플레이오프 : 롯데 전 3-2 승 플레이오프 : 삼성 전 2-3 패                                                            | 양의지 (신)                    |                     |
| 2011                  | 두산                  | 5위                   | 133  | 61   | 2   | 70   | 0.466 | 614   | 619   | 0.271 | 1221  | 92   | 130  | 4.26      | |                                |                     |
| 2012                  | 두산                  | 3위                   | 133  | 68   | 3   | 62   | 0.523 | 524   | 519   | 0.260 | 1139  | 59   | 116  | 3.58      | 준플레이오프 : 롯데 전 1-3 패                                                                                        |                                |                     |
| 2013                  | 두산                  | 2위                   | 128  | 71   | 3   | 54   | 0.568 | 699   | 625   | 0.289 | 1271  | 95   | 172  | 4.57      | 준플레이오프 : 넥센 전 3-2 승 플레이오프 : LG 전 3-1 승 한국시리즈 : 삼성 전 3-4 패                                  |                                |                     |
| 2014                  | 두산                  | 6위                   | 128  | 59   | 1   | 68   | 0.465 | 687   | 733   | 0.293 | 1299  | 108  | 111  | 5.25      | |                                |                     |
| 2015                  | 두산                  | 1위                   | 144  | 79   | 0   | 65   | 0.549 | 807   | 776   | 0.290 | 1436  | 140  | 111  | 5.02      | 준플레이오프 : 넥센 전 3-1 승 플레이오프 : NC 전 3-2 승 한국시리즈 : 삼성 전 4-1 승                                  |                                |                     |
| 2016                  | 두산                  | 1위                   | 144  | 93   | 1   | 50   | 0.650 | 935   | 682   | 0.298 | 1504  | 183  | 85   | 4.45      | 한국시리즈 : NC 전 4-0 승                                                                                            | 더스틴 니퍼트 (최)             |                     |
| 2017                  | 두산                  | 2위                   | 144  | 84   | 3   | 57   | 0.596 | 849   | 678   | 0.294 | 1499  | 178  | 69   | 4.38      | 플레이오프 : NC 전 3-1 승 한국시리즈 : KIA 전 1-4 패                                                                 |                                |                     |
| 2018                  | 두산                  | 2위                   | 144  | 93   | 0   | 51   | 0.646 | 944   | 756   | 0.309 | 1601  | 191  | 96   | 4.98      | 한국시리즈 : SK 전 2-4 패                                                                                            | 김재환 (최)                    |                     |
| 2019                  | 두산                  | 1위                   | 144  | 88   | 1   | 55   | 0.615 | 736   | 550   | 0.278 | 1364  | 84   | 140  | 3.51      | 한국시리즈 : 키움 전 4-0 승                                                                                          | 조쉬 린드블럼 (최)             |                     |
| 2020                  | 두산                  | 2위                   | 144  | 79   | 4   | 61   | 0.564 | 816   | 695   | 0.293 | 1477  | 125  | 88   | 4.31      | 준플레이오프 : LG 전 2-0 승 플레이오프 : KT 전 3-1 승 한국시리즈 : NC 전 2-4 패                                      |                                |                     |
| 2021                  | 두산                  | 2위                   | 144  | 71   | 8   | 65   | 0.522 | 738   | 656   | 0.268 | 1314  | 110  | 81   | 4.26      | 와일드카드 결정전 : 키움 전 1-1 승 준플레이오프 : LG 전 2-1 승 플레이오프 : 삼성 전 2-0 승 한국시리즈 : KT 전 0-4 패 |                                |                     |
| 2022                  | 두산                  | 9위                   | 144  | 60   | 2   | 82   | 0.423 | 630   | 711   |       |       |      |      |           | |                                |                     |
| 2023                  | 두산                  | 5위                   | 144  | 74   | 2   | 68   | 0.521 |       |       |       |       |      |      |           | 와일드카드 결정전 : NC 전 0-1 패                                                                                     |                                |                     |
| 2024                  | 두산                  | 4위                   | 144  | 74   | 2   | 68   | 0.521 |       |       |       |       |      |      |           | 와일드카드 결정전 : KT 전 0-2패                                                                                      |                                |                     |
| OB/두산 베어스 43시즌 | OB/두산 베어스 43시즌 | OB/두산 베어스 43시즌 | 5491 | 2811 | 110 | 2570 | 0.522 | 24448 | 22966 | 0.270 | 47524 | 3849 | 4414 | 3.99      | 한국시리즈 우승 6회                                                                                                  | 한국시리즈 우승 6회            | 한국시리즈 우승 6회 |

- 시즌 기록 중 굵은 글씨는 해당 시즌 최고 기록, 빨간 글씨는 한국 프로야구 역사상 최고 기록

## 같이 보기
- 두산인프라코어
- 두산중공업
- 두산건설
- 네오플럭스
- 오리콤
- 두산생물자원
- 두산 전자
- 두산 산업 차량
- 두산 핸드볼
- 잠실돔구장
- 엘지 트윈스

## 참고 문헌
- 김은식 (2010). 《두산 베어스 때문에 산다》. 브레인스토어. ISBN 978-89-94194-13-4.